# عبد العزيز بن صقر الغامدي
عبد العزيز بن صقر الغامدي. رئيس جامعة نايف العربية للعلوم الأمنية بالرياض سابقاً. ولد في منطقة الباحة عام (1950م) وأتم تعليمه العام فيها. حصل على شهادة الدكتوراه في الجغرافيا من جامعة ولاية ميشيغان بأمريكا (1981م)، ودرجة الماجستير في الجغرافيا من جامعة ولاية ميشيغان بأمريكا (1978م)، ودرجة البكالوريوس في الجغرافيا من جامعة الملك عبد العزيز، كلية التربية بمكة المكرمة (1974م).
اختير لعضوية الفريق الاستشاري الدولي للإنتربول، ويتولى هذا الفريق رسم إستراتيجية المنظمة الدولية للشرطة الجنائية.

## الخبرات العملية
عمل أستاذاَ مساعداَ بقسم الجغرافيا بجامعة أم القرى ثم رئيساً للقسم للفترة مابين 1982م إلى 1984م، فمشرفاً على المركز العالمي للتعليم الإسلامي بالجامعة، فأستاذاَ مشاركاَ بقسم الجغرافيا، فمشرفاَ عاماَ على الخدمات التعليمية والفنية بالجامعة للفترة مابين 1985م إلى 1988م. ثم عين أول عميد لمركز خدمة المجتمع بجامعة أم القرى للفترة ما بين 1988م إلى 1994م. رقي إلى مرتبة أستاذ بقسم الجغرافيا بالجامعة عام 1992م.
عمل عضواً بمجلس جامعة أم القرى بمكة المكرمة خلال الفترة مابين 1988م إلى 1994م وكذا ترشح لعضوية عدد من مجالس الكليات بالجامعة، كما أشرف وشارك في مناقشة عدد من رسائل الماجستير والدكتوراة داخل الجامعة وخارجها.
كلف بالعمل رئيسا لجامعة نايف العربية للعلوم الامنية وهي الجهاز العلمي لمجلس وزراء الداخلية العرب.